# Kurak (Łódź)
Kurak – obszar Systemu Informacji Miejskiej dzielnicy Łódź Górna.

## Historia
Nazwa obszaru pochodzi od dawnej gospody, noszącej miano Pod Srebrnym Kurakiem. Stała ona przy ulicy Brużyckiej, u wylotu obecnej ulicy Pabianickiej, przed wiaduktem kolei obwodowej. Tam zatrzymywali się na odpoczynek i posiłek handlarze podróżujący na trasie północ-południe (Łęczyca – Zgierz – Łódź – Pabianice – Piotrków).
W 1960 na terenie dzisiejszego obszaru rozpoczęto budowę zespołu wielorodzinnej zabudowy, której projekt urbanistyczny opracowali Szymon Walter, Czesław Kazimierski i Janusz Pietrzyński.

## Osiedle administracyjne
Teren osiedla administracyjnego pokrywa się z osiedlem administracyjnym Piastów-Kurak. Znajdują się na nim mniejsze osiedla, takie jak:
- Os. Piastów,
- Os. 1 Maja.

## Granice
| granica osiedla | sąsiadujące osiedla SIM       | ulice lub inne      |
| --------------- | ----------------------------- | ------------------- |
| północ          | Górniak                       | Bednarska           |
| wschód          | Chojny                        | Tuszyńska           |
| południe        | Stare Chojny, Ruda Pabianicka | linia kolejowa D540 |
| zachód          | Nowe Rokicie, Górniak         | Pabianicka          |

## Obszar SIM
Na terenie obszaru SIM znajduje się:
- Park im. Legionów – część dawnego parku ZUS,
- Wojewódzki Szpital Specjalistyczny im. Mikołaja Kopernika,
- Skwer im. Henryka Dubaniewicza,
- Borek Lissnera,
- stadion Klubu Sportowego Tęcza – przy ul. Paderewskiego,
- kościół pw. św. Łukasza Ewangelisty i św. Floriana Męczennika – przy ul. Strycharskiej,
- pawilon „Kapelusz Pana Anatola” – przy ul. Paderewskiego 6[2].